# Erythrina dyeri
Erythrina dyeri là một loài thực vật có hoa trong họ Đậu. Loài này được Hennessy miêu tả khoa học đầu tiên.